# Molly Przeworski
Molly Przeworski ist eine US-amerikanische Evolutionsbiologin, Genetikerin und Bioinformatikerin an der Columbia University.

## Leben und Wirken
Przeworski wurde in den Vereinigten Staaten geboren und wuchs in Frankreich auf. Sie erwarb an der Princeton University einen Bachelor in Mathematik und im Jahr 2000 bei Richard R. Hudson und Brian Charlesworth an der University of Chicago mit der Arbeit Natural selection and patterns of genetic variability in Drosophila and humans einen Ph.D. in Evolutionsbiologie. Als Postdoktorandin arbeitete sie bei Peter Donnelly an der University of Oxford und mit einem Friedrich-Wilhelm-Bessel-Forschungspreis  am Max-Planck-Institut für evolutionäre Anthropologie.
Als Dozentin arbeitete Przeworski an der Brown University und an der University of Chicago, bevor sie 2014 an die Columbia University ging. Hier hat sie eine Professur an den Abteilungen für Biowissenschaften und für Systembiologie inne.
Molly Przeworski und Mitarbeiter arbeiten auf dem Gebiet der Populationsgenetik. Sie entwickeln Modelle zur evolutionären Entwicklung von genetischer Variation bei Wirbeltieren und insbesondere Primaten, innerhalb einer Population und über Artgrenzen hinweg.
Przeworski hat laut Datenbank Scopus einen h-Index von 57, laut Google Scholar einen von 61 (Stand jeweils März 2024). Seit 2020 ist sie Mitglied der National Academy of Sciences und der American Academy of Arts and Sciences. 2023 erhielt sie den ASHG Scientific Achievement Award.